# Copie-zéro
Dans l'industrie cinématographique, une copie-zéro est la première copie photochimique dont l'étalonnage de l'image est considéré comme définitif (voir Étalonneur).
La copie-zéro est projetée pour vérification avant la fabrication de l'interpositif et de l'internégatif, lequel servira au tirage des copies positives de série.
La copie-zéro sert à vérifier qu'il n'y a pas de problème de qualité et de restitution de l'image (étalonnage), de respect du montage (conformation du négatif par rapport à la copie de travail, celle qui a servi au montage de l'image) et des effets spéciaux.
La postproduction se pratiquant de plus en plus avec des outils informatiques, cette copie muette est impérative dans le cadre d'une exploitation photochimique et avant de procéder aux dernières étapes pour les reports de la bande-son :
- réalisation du Dolby MOD© (Magneto Optical Disk);
- report optique[2].

La première copie sonore permet de vérifier que le film ne comporte pas de défaut de synchronisation entre l'image et le son et que sa qualité reste dans les normes.

## Sources
1. ↑  Mixage final
2. ↑  Report optique
3. ↑  Vérification

- Dictionnaire du cinéma de jean-Loup Passek des éditions Larousse  (ISBN 978-2-03-750003-6).